# Joanne Ernst
Joanne Ernst (1958/1959) is een Amerikaanse triatlete uit Palo Alto. Ze nam verschillende malen deel aan de Ironman Hawaï.
Ernst won in 1985 de Ironman Hawaï, hoewel ze toen last had van een peesontsteking in de hamstrings. Een jaar verbeterde ze haar tijd weliswaar met 25 minuten, maar moest hierbij genoegen nemen met een derde plaats.

## Titels
- Wereldkampioene triatlon op de Ironman-afstand - 1985

## Belangrijke prestaties

### triatlon
- 1984: 4e Ironman Hawaï - 10:40.33
- 1985:  Ironman Hawaï - 10:25.22
- 1986:  Ironman Hawaï - 10:00.07

1978 geen vrouwen ·
1979 Lyn Lemaire (enige vrouw) ·
1980 Robin Beck ·
1981 Linda Sweeney ·
1982 (feb.) Kathleen McCartney ·
1982 (okt.) Julie Leach ·
1983 Sylviane Puntous ·
1984 Sylviane Puntous ·
1985 Joanne Ernst ·
1986 Paula Newby-Fraser ·
1987 Paula Newby-Fraser ·
1988 Erin Baker ·
1989 Paula Newby-Fraser ·
1990 Erin Baker ·
1991 Paula Newby-Fraser ·
1992 Paula Newby-Fraser ·
1993 Paula Newby-Fraser ·
1994 Paula Newby-Fraser ·
1995 Karen Smyers ·
1996 Paula Newby-Fraser ·
1997 Heather Fuhr ·
1998 Natascha Badmann ·
1999 Lori Bowden ·
2000 Natascha Badmann ·
2001 Natascha Badmann ·
2002 Natascha Badmann ·
2003 Lori Bowden ·
2004 Natascha Badmann ·
2005 Natascha Badmann ·
2006 Michellie Jones ·
2007 Chrissie Wellington ·
2008 Chrissie Wellington ·
2009 Chrissie Wellington ·
2010 Mirinda Carfrae ·
2011 Chrissie Wellington ·
2012 Leanda Cave ·
2013 Mirinda Carfrae ·
2014 Mirinda Carfrae ·
2015 Daniela Ryf ·
2016 Daniela Ryf ·
2017 Daniela Ryf ·
2018 Daniela Ryf ·
2019 Anne Haug